# Edgar Paredes Pisani
Édgar Paredes Pisani (Caracas, 1947) es un ingeniero eléctrico y escritor venezolano, quien fue jefe de Cordiplan entre 1995 y 1996, durante el segundo gobierno de Rafael Caldera.

## Biografía
Paredes Pisani fue parte de la Comisión Presidencial para la Reforma del Estado (Copre). Fue Superintendente Tributario Nacional, estando a cargo del Seniat, conservando el plan de profesionalización y modernización comenzado por José Ignacio Moreno León, avanzando hacia la automatización de las aduanas y tratando de conservar la autonomía del organismo, lo que habría significado su salida del cargo en el medio de aquel contexto político.
Fue director también de la Oficina Central de Estadística e Informática. En 1995 fue nombrado jefe de Cordiplan por el presidente Rafael Caldera, cargo que ejerció hasta marzo de 1996, cuando fue sustituido por Teodoro Petkoff.
Desde 2009 vive en Madrid, habiendo adquirido la nacionalidad española. En 2017 publicó su primera novela, El sueño de Erasmo.